# Ходоровка (Житомирская область)
Ходоровка (укр. Ходорівка) — село на Украине, находится в Пулинском районе Житомирской области.
Код КОАТУУ — 1825485203. Население по переписи 2001 года составляет 218 человек. Почтовый индекс — 12025. Телефонный код — 4131. Занимает площадь 0,939 км².

## Адрес местного совета
12085, Житомирская область, Пулинский р-н, с. Тетерка, ул. Ленина, 35